# آدی هیملبلوی
آدی هیملبلوی (عبری: עדי הימלבלוי‎؛ زادهٔ ۲۷ نوامبر ۱۹۸۴) هنرپیشه، مدل، و مجری تلویزیون اهل اسرائیل است.

## زندگی و شغل
هیملبلوی در شهر خولون اسرائیل از پدر و مادری یهودی متولد شد. پدر وی از نژاد یهودیان روسیه و اشکنازی است در حالی که مادرش از نژاد یهودیان ترکیه و یهودیان ایرانی و از سفاردی‌ها است.